# Pantelleria
Pantelleria je italský ostrov a zároveň obec, patřící do provincie Trapani v regionu Sicílie. Je to pátý největší ostrov Itálie. Nachází se ve Středozemním moři 85 km jihozápadně od Sicílie a 84 km východně od pobřeží Tuniska. Geograficky patří k Africe. Ostrov má rozlohu 83 km² a je 14 km dlouhý a 9 km široký. Nejvyšším bodem ostrova je 836 m n. m. vysoká sopka Montagna Grande.
Celý ostrov je částí obce Pantelleria, která kromě stejnojmenné vesnice zahrnuje i ostatní vesnice na ostrově, kterými jsou Bugeber, Khamma, Tracino a Scauri. Na ostrově žije celkem 7 635 obyvatel.
Ostrov disponuje malým mezinárodním letištěm. Je zde také archeologické naleziště.
Typickými stavbami na ostrově jsou tzv. damussa, domy se čtvercovou základnou, postavené výhradně z opracovaných lávových kamenů, s kopulovitou bílou střechou.